# Розетта Кристофер
Розетта Кристофер (яп. ロゼット·クリストファ Родзэтто Курисутофа) — героиня аниме и манги «Крестовый поход Хроно». Согласно сюжету, 16-летняя Розетта живёт в альтернативном Бруклине 1920-х годов и входит в Орден Святой Магдалены. Монахини ордена изгоняют демонов, стреляя по ним «евангельскими патронами», созданных с помощью специальных заклинаний.
Партнёром Розетты является демон Хроно, которого она с братом Иешуа освободила когда-то из гробницы Марии Магдалены. Главным соперником — демон Айон, который привлёк на свою сторону Иешуа, оказавшегося одним из «семи апостолов». Одной из задач Розетты и Хроно оказалась защита девочки Азмария Хендрик. Эта девочка является ещё одним из «семи апостолов», сверхъестественные силы которой её приёмный отец, магнат Рикардо Хендрик, пытается использовать для восстановления собственных жизненных сил и достижения бессмертия.
По рейтингу журнала Animage за 2004 год, 18-й по популярности женский персонаж. Как отмечается в рецензии ANN, Розетта фактически представляет собой женскую версию Эдварда Элрика из «Стального алхимика» — она талантлива и добра, но в то же время нахальна и высокомерна. С точки зрения же журнала АниМаг Розетту можно считать собирательным образом боевых леди. В ней можно найти и что-то от Лины Инверс, и что-то от Аски, и что-то от Тидорэ. Рецензент сайта dvdtalk.com отмечает что хотя героиня и одета как монашка, её внешний вид милой и невинной девушки не соответствует действительности. Реально она бросает все силы на борьбу с демонами, часто попутно разнося чью-то частную собственность. И хотя временами она немного эксцентрична, это лишь часть её образа.
По признанию озвучивавшей её в английском дубляже Хилари Хааг, хотя озвучивание такой героини было вызовом для её голосовых связок, ей доставила удовольствие эта роль.

## Детство
Родители Розетты и Иешуа погибли во время войны в 1914 году. Отца зовут Винсент Кристофер, мать — неизвестно. Родители были очень молодые, отцу было 28 лет. После смерти родителей они попали в Мичиганский приют «Седьмого дня творения». В 1920 году дети познакомились с Хроно. В манге Розетта и Иешуа являются близнецами, в аниме Розетта на год старше брата.

## Смерть

### Аниме
Отдав всю свою жизненную силу Хроно для того, чтобы демон победил Аиона, Розетта подписала себе смертный приговор. После последнего сражения Розетта и Хроно «вернули жизнь» в детский приют «Седьмого дня творения», навестили могилу Марии Магдалены. Спустя полгода на закате, часы жизни Розетты закончили свой отсчет.

### Манга
На последнем году своей жизни, в 1931 году, Розетта жила в сиротском приюте «Седьмого дня творения», штат Мичиган. Её часто навещали Азмария, Иешуа и Элизабет, присылали письма сестра Кейт и Штайнер. Но Розетте становилось все хуже — снаружи она выглядела как молодая девушка, но её организм был как у столетней старухи, держалась она только на своей силе воли. В марте 1932 года, в церкви, равноудаленной от Чикаго, Франкфорта и приюта «Седьмого дня творения», с ней случился приступ, но в этот момент в дверях появился весь израненный Хроно. В марте этого года Розетта умерла. Она умерла без мучений, на её губах была улыбка. После смерти Розетты, кто-то каждый год приносил на её могилу цветы.